# Tetragnatha zangherii
Tetragnatha zangherii este o specie de păianjeni din genul Tetragnatha, familia Tetragnathidae. A fost descrisă pentru prima dată de Lodovico di Caporiacco în anul 1926.
Este endemică în Italia. Conform Catalogue of Life specia Tetragnatha zangherii nu are subspecii cunoscute.